# 11451 Aarongolden
A 11451 Aarongolden (ideiglenes jelöléssel 1979 QR1) a Naprendszer kisbolygóövében található aszteroida. Claes-Ingvar Lagerkvist fedezte fel 1979. augusztus 22-én.